# Drieharingstraat
De Drieharingstraat is een straat in het centrum van de Nederlandse stad Utrecht.
De zo'n 90 meter lange straat begint bij de Oudegracht en eindigt op het Vredenburg. Mogelijk bestond de straat al omstreeks 1300. Tot 1888 was de naam Drieharingsteeg en op verzoek van de bewoners is de naam aangepast. De straat is aan de kant van de Oudegracht vrij smal. Gaandeweg de geschiedenis is de straat geheel of gedeeltelijk verbreed. In de straat staan onder meer twee panden uit de 17e eeuw. Het hoekpand op de Oudegracht 119 heeft onder andere etalages die rond 1961 zijn ontworpen door Gerrit Rietveld voor de onderneming Mado. Ook in 1961 opende Frans Fagel hier Nederlands eerste bistro in het pand waar zijn ouders de Oporto-bar hadden gedreven.
Het Jugendstil-pand op de hoek met Vredenburg was café-restaurant Noord-Brabant en is nu in gebruik als een sportwinkel. Halverwege de straat, die nu voornamelijk horecagelegenheden kent, zat muziekhandel Staffhorst in meerdere panden.

## Fotogalerij

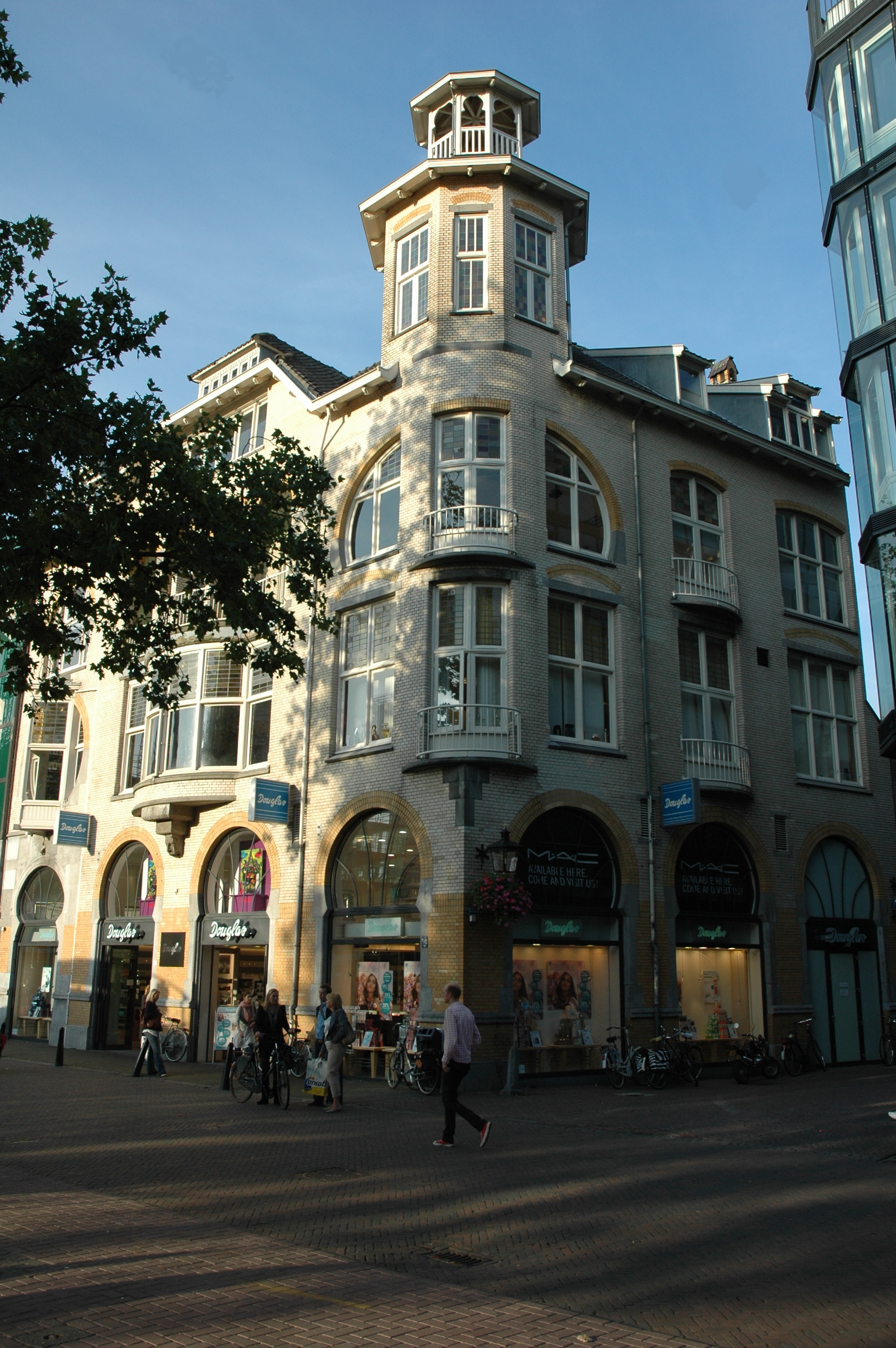
Jugendstil op de hoek met het Vredenburg
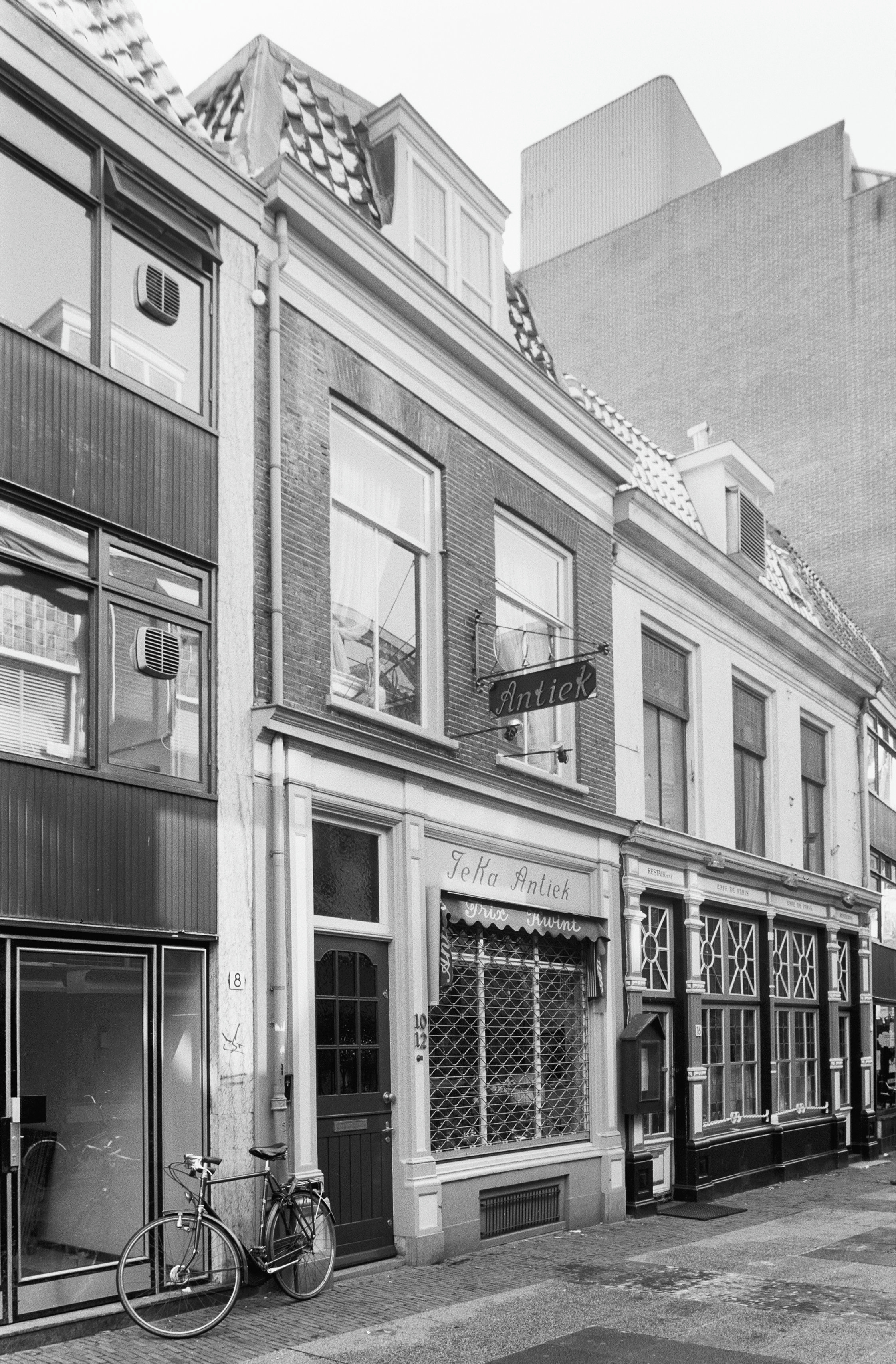
Voorgevels
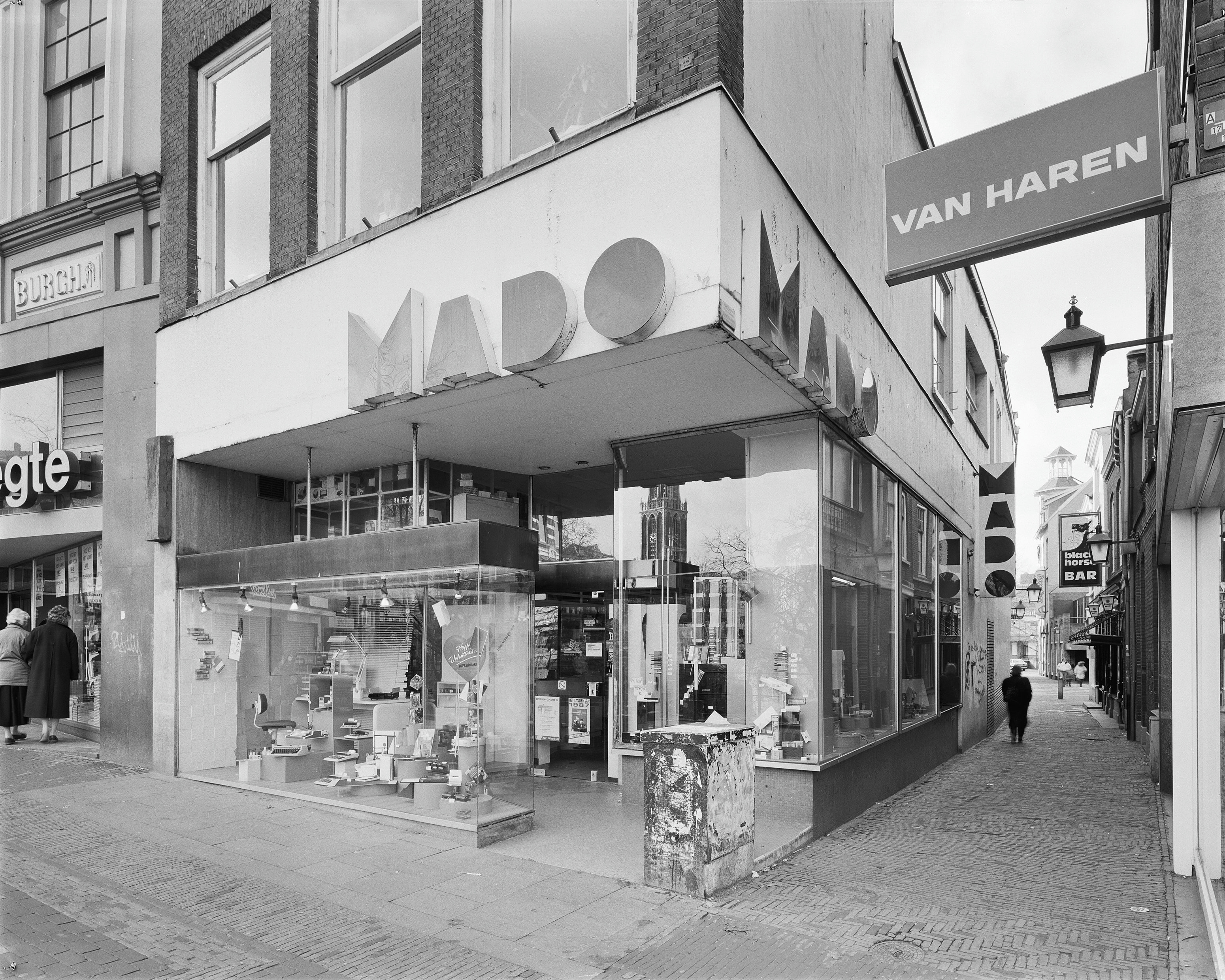
Kantoorboekhandel in een pand van Rietveld, hoek met de Oudegracht